# Совере
Совере (італ. Sovere) — муніципалітет в Італії, у регіоні Ломбардія, провінція Бергамо.
Совере розташоване за 480 км на північний захід від Рима, 80 км на північний схід від Мілана, 32 км на північний схід від Бергамо.
Населення — 5460 осіб (2014). Щорічний фестиваль відбувається 11 листопада. Покровитель — святий Мартин Турський.

## Демографія
Населення за роками:

Станом на 1 січня 2023 року в муніципалітеті офіційно проживав 581 іноземець з 43 країн, серед них 131 громадянин країн Євросоюзу та 38 громадян України.

## Сусідні муніципалітети
- Боссіко
- Черете
- Ендіне-Гаяно
- Гандіно
- Ловере
- П'яніко
- Сольто-Колліна